# Yokoyama Tomonobu
Yokoyama Tomonobu (横山 知伸 Yokoyama Tomonobu, 18 tháng 3 năm 1985  –  4 tháng 1 năm 2024) là một cầu thủ bóng đá người Nhật Bản thi đấu cho Hokkaido Consadole Sapporo.
Ông qua đời vì khối u não vào ngày 4 tháng 1 năm 2024, ở tuổi 38.

## Thống kê sự nghiệp
Cập nhật đến ngày 23 tháng 2 năm 2018.
| Thành tích câu lạc bộ | Thành tích câu lạc bộ | Thành tích câu lạc bộ | Giải vô địch | Giải vô địch | Cúp                   | Cúp                   | Cúp Liên đoàn | Cúp Liên đoàn | Châu lục | Châu lục  | Tổng cộng | Tổng cộng |
| Mùa giải              | Câu lạc bộ            | Giải vô địch          | Số trận      | Bàn thắng    | Số trận               | Bàn thắng             | Số trận       | Bàn thắng     | Số trận  | Bàn thắng | Số trận   | Bàn thắng |
| Nhật Bản              | Nhật Bản              | Nhật Bản              | Giải vô địch | Giải vô địch | Cúp Hoàng đế Nhật Bản | Cúp Hoàng đế Nhật Bản | Cúp Liên đoàn | Cúp Liên đoàn | AFC      | AFC       | Tổng cộng | Tổng cộng |
| --------------------- | --------------------- | --------------------- | ------------ | ------------ | --------------------- | --------------------- | ------------- | ------------- | -------- | --------- | --------- | --------- |
| 2008                  | Kawasaki Frontale     | J1 League             | 16           | 0            | 0                     | 0                     | 3             | 0             | -        | -         | 19        | 0         |
| 2009                  | Kawasaki Frontale     | J1 League             | 26           | 0            | 3                     | 0                     | 3             | 0             | 9        | 0         | 41        | 0         |
| 2010                  | Kawasaki Frontale     | J1 League             | 24           | 0            | 4                     | 0                     | 2             | 1             | 2        | 0         | 32        | 1         |
| 2011                  | Kawasaki Frontale     | J1 League             | 10           | 1            | 0                     | 0                     | 2             | 0             | -        | -         | 12        | 0         |
| 2012                  | Cerezo Osaka          | J1 League             | 9            | 2            | 4                     | 0                     | 2             | 0             | -        | -         | 15        | 2         |
| 2013                  | Cerezo Osaka          | J1 League             | 11           | 1            | 3                     | 0                     | 3             | 0             | -        | -         | 17        | 1         |
| 2014                  | Omiya Ardija          | J1 League             | 21           | 0            | 1                     | 0                     | 4             | 0             | –        | –         | 26        | 0         |
| 2015                  | Omiya Ardija          | J2 League             | 41           | 3            | 1                     | 0                     | –             | –             | –        | –         | 42        | 3         |
| 2016                  | Omiya Ardija          | J1 League             | 19           | 1            | 3                     | 0                     | 4             | 0             | –        | –         | 26        | 1         |
| 2017                  | Consadole Sapporo     | J1 League             | 26           | 2            | 0                     | 0                     | 4             | 0             | –        | –         | 30        | 2         |
| Tổng cộng sự nghiệp   | Tổng cộng sự nghiệp   | Tổng cộng sự nghiệp   | 203          | 10           | 19                    | 0                     | 27            | 1             | 11       | 0         | 260       | 11        |